# Magliano Alfieri
Magliano Alfieri er en italiensk by (og kommune) i regionen Piemonte i Italien, med omkring 2.139(2023) indbyggere. 